# La Descente tragique
Pour plus de détails, voir Fiche technique et Distribution.
La Descente tragique (Albuquerque) est un western américain réalisé par Ray Enright sorti en 1948.

## Synopsis
Cole Armin arrive à Albuquerque pour y travailler avec son oncle John Armin. Celui-ci entretient un monopole sur le transport du minerai extrait des mines voisines. Lorsque Cole se rend compte que son oncle est de complot avec le shérif et persécute la population pour écarter la concurrence, il décide de passer dans le camp de Ted Wallace. Avec sa sœur Celia, ce dernier tente lui aussi de monter une entreprise de fret.
Cole réussit à obtenir de son oncle qu'il rende 10 000 $ dérobés par la force à Celia Wallace. Il réussit aussi à arrêter le voleur qui avait été commandité pour cet acte et tente de le faire témoigner contre John ; mais le shérif corrompu permet au tyran d'assassiner le prisonnier. Avec l'argent récupéré, les Wallace peuvent toutefois démarrer leur société de transport. John engage alors Letty Tyler pour les infiltrer et connaitre leurs projets. Ensuite, il tente à son tour de faire condamner son neveu en l'accusant de l'incendie d'une grange. Mais Letty passe elle aussi dans le camp Wallace quand elle prend connaissance du meurtre épaulé par le shérif, refusant de collaborer à ce genre d'actions. Lors du procès de Cole concernant l'incendie, elle lui fournit un alibi qui le disculpe. Ils réussissent finalement à décrocher un gros contrat de transport de minerai. Mais le danger de la mission est double car la mine est accessible uniquement par un chemin périlleux à flanc de montagne, et John Armin tentera de toute évidence de faire échouer le travail. Lors du trajet retour, la descente prend effectivement une allure tragique lorsque le frein du chariot de Cole se brise pour cause de sabotage. Il réussit toutefois à conduire ses mules à une allure infernale jusqu'au bas de la pente. Lorsqu'ils arrivent en ville, ils sont attendus par les hommes de main de John. C'est alors qu'a lieu le gunfight final.

## Fiche technique
- Titre : La Descente tragique
- Titre original : Albuquerque
- Réalisateur : Ray Enright
- Scénario : Gene Lewis et Clarence Upson Young d'après le roman de Luke Short
- Producteur : William H. Pine et William C. Thomas
- Directeur de la photographie : Fred Jackman Jr. (A.S.C.)
- Directeur artistique : Frank Paul Sylos
- Directeur Cinecolor : Gar K. Gilbert
- Chef-opérateur du son : Earl Sitar
- Décors : Elias H. Reif et Vincent Taylor
- Montage : Howard Smith
- Costumes : Jack Masters, Mona Barry pour Barbara Britton et Catherine Craig
- Superviseur musical : David Chudnow
- Bande originale : Darrell Calker
- Société de production : Pine-Thomas Clarion Productions
- Distribution : Paramount Pictures
- Format : Couleur (Cinecolor) - 1.37:1 - 35 mm - Mono
- Pays de production :  États-Unis
- Langue : anglais
- Genre : Western
- Durée : 90 minutes
- Dates de sortie :
  - États-Unis : 30 janvier 1948
  - France : 26 octobre 1949

## Lieux de tournage
- États-Unis :
  - Iverson Movie Ranch, Californie
  - Sedona, Arizona

## Distribution
- Randolph Scott : Cole Armin
- Barbara Britton : Letty Tyler
- George 'Gabby' Hayes : Juke
- Lon Chaney Jr. : Steve Murkill
- Russell Hayden : Ted Wallace
- Catherine Craig : Celia Wallace
- George Cleveland : John Armin
- Irving Bacon : Dave Walton
- Bernard J. Nedell : Le shérif Ed Linton
- Karolyn Grimes (en) : Myrtle Walton
- Russell Simpson : Abner Huggins
- Walter Baldwin : Le juge Fred Martin
- Bernard Nedell : Le shérif Ed Linton
- John Halloran : Matt Wayne

Acteurs non crédités
- Lane Chandler : M. Clark
- Leander de Cordova